# Laccoptera schawalleri
Laccoptera schawalleri es una especie de insecto coleóptero de la familia Chrysomelidae.
Fue descrita científicamente en 1993 por Medvedev in Medvedev & Zaitsev.